# ただいま放課後
『ただいま放課後』（ただいまほうかご）は、1980年5月26日 - 1981年3月23日にかけて、毎週月曜20時からフジテレビ系列で放映していたテレビドラマである。
また、1984年6月4日には少年隊の主演によるスペシャル版『少年隊のただいま放課後スペシャル』が、フジテレビの「月曜ドラマランド」の枠で放送されている。

## ストーリー

### 第1 - 第2シリーズ
- 神奈川県の田舎に新設された高校「隼学園」が舞台。3年後、近くに県立高校が開校することを聞いて、校長の岡島はかつての自分の教え子だった森雄太と広岡大助を自分の高校に呼ぶことにした。森は農業高校の教師から、広岡は私立大学付属高校からそれぞれ転任し隼学園に着任。都会派の広岡にカントリーな雰囲気で素朴な森と、性格も経歴も対照的な二人の教師と個性的な生徒達との交流と活躍を描く[1]。
- 第1シリーズでは、陸上部が舞台になっている。当初の予定では全14回放送で終了するはずだったが、好評に付き延長された。第2シリーズでは、バスケットボール部が舞台になっている。
- 『3年B組金八先生』（第1シリーズ。TBS系列）に続いての、たのきんトリオの出演が話題となり、人気ドラマとなった。テーマソングもヒットした。しかし、たのきんトリオは1980年中にはメンバー個々のスケジュール調整が付きにくくなって三人一緒の出演が困難になったことで、田原と野村が15話を以って降板、近藤のみ第2シリーズ最終回の28話まで出演した[2]。
- 番組冒頭のタイトルではくす玉が割られ、紙テープや紙吹雪が降るシーン、また別のバージョンで球場のスタンドで学生が応援し、歓声を上げるシーンがあった。
- ロケ地は神奈川県厚木市及び海老名市。

### 第3シリーズ
- それまでの内容を一新し、舞台も創立50周年を迎え、高進学率を誇る私立校「曙高校」が舞台となる。そしてラグビー部とその合宿所・青雲寮が舞台の中心となった。出演者は本田、寺泉、秋野の3人以外は総入れ替え。本田演じるドンガメこと森雄太は青雲寮の寮長兼ラグビー部長という役柄になる[3][4]。

## キャスト

### 全シリーズ通して出演
- 森雄太（ドンガメ先生）：本田博太郎
- 広岡大助（チョロ先生）：寺泉哲章
- 宮田由紀子（教諭）：秋野暢子

### 第1 - 第2シリーズ
- 岡田達也：近藤真彦…28話まで出演
- 北川豪史：田原俊彦…15話まで出演
- 杉原忠雄：野村義男…15話まで出演
- 立花奈美：川島なお美…15話から出演
- 坂上紀美子：早坂あきよ（BIBI）…15話から出演
- 松岡譲：松原秀樹…15話から出演
- 沢田美沙子（婦人警官）：古手川祐子…28話まで出演
- 小田切進：阪本良介
- 岸本厚三：小林まさひろ
- 桜井かおる：秋本めぐみ
- 太田和子：久木田美弥
- 中津誠：宮田真
- 松本悠子（女子大生、アパート管理人）：荒木由美子
- 渡辺恭子：桂木文
- 大関駒吉（派出所の巡査）：ラビット関根
- 村井博（教諭）：勝然武美
- 原田大作（教頭）：前田吟
- 岡島豪太（校長、オニガワラ）：佐藤允
- 松本利一（理事長）：金子信雄
- 石井富子（北川の母）
- 安藤一人
- 伊藤正人
- 谷田貝剛一
- 丸岡奨詞
- 平井道子
- その他の生徒
  - 菊地英行
  - 千代田主税
  - 小西直子（BIBI）
  - 中島めぐみ
  - 山本愉美
  - 松本美千代
  - 小田雅子
  - 今吉幸江
  - 日向玲子
  - 安田朋子
  - 永井恵子
  - 伊藤奈留美

### 第3シリーズ
- 桜井友里（保健教諭）：岡田奈々
- 川森大二郎（2年・ラグビー部キャプテン）：堤大二郎[3][4]
- 海老沢徹（1年）：斉藤康彦[4]
- 北代隆志（2年）：光石研[4]
- 東三四郎（2年）：大村波彦[4]
- 野村真子（2年・ラグビー部マネジャー）：大滝裕子[3]
- 鈴木健一（2年）：小屋町英浩[4]
- 山口昭彦（2年）：山岸樹美雄[4]
- 渡辺一雄（2年）：津田和彦[4]
- デビ―・カムダス：メイ・ジョンソン
- 野木杏子（2年）：辻沢杏子[5]
- 玲子：田中美紀
- エミ（生徒・海老沢の親衛隊）：長谷川純代
- クミ（生徒・海老沢の親衛隊）：横田ひとみ
- ユミ（生徒）：鈴木宏子
- フミ（生徒）：青葉久美[6]
- マミ（生徒）：堀清美[7]
- 森田美香（生徒）：森美春[8]
- 大野和子（生徒）：塩野和美[9]
- 東の父・武男：梅野泰靖
- PTA会長：久遠利三
- ハナ肇
- 荒木校長：渡辺文雄

- その他の生徒
  - 安藤一人
  - 田戸岡明
  - 星野浩司
  - 高橋克典
  - 見沢武彦
  - 今洋士
  - 石田英範
  - 川原田新一
  - 丸山博志
  - 黒須浩一
  - 山田裕邦
  - 毛塚洋一
  - 塩田隆博
  - 徳田耕一

- その他の生徒
  - 尾崎成子
  - 羽辺恵子
  - 吉田いづみ
  - 根本里生子
  - 吉沢ミナ子
  - 若林美智子
  - 高田順子
  - 佐藤薫
  - 辻岡美代子

## スタッフ
- 企画：
  - 石川博康、重村一（フジテレビ、第1～第2シリーズ）
  - 青村暿一、大野幸正（フジテレビ、第3シリーズ）
- プロデューサー：津島平吉（東宝）、山本悦夫（東宝、第3シリーズから）
- 脚本：長野洋、田波靖男、和久田正明、今井詔二、上條逸雄、渡邊由自、安斉あゆ子、鴨井達比古、播磨幸児、石川孝人、柏原寛司
- 音楽・演奏：大野克夫（第1～第2シリーズ）
- 音楽：渡辺岳夫（第3シリーズ）
- 撮影：宇野晋作
- 照明：大野晨一
- 録音：大庭弘
- 美術：本多好文
- 助監督：森谷晁育
- 制作主任：茂庭喜徳
- 制作担当者：高木正幸
- 編集：武田うめ
- 記録：小澤洋子、御牧裕巳子 他
- 擬斗：伊奈貫太
- スタジオ：東宝ビルト
- 現像：東京現像所
- 協力プロデューサー：鳥海満、池渕剛治（第3シリーズから）
- プロデューサー補：武田和
- ロケ協力：東京工芸大学、藤沢商業高等学校
- 車両協力：いすゞ自動車
- 監督：土屋統吾郎、日高武治、萩原鐵太郎、木下亮、河崎義祐
- 制作：東宝、フジテレビ

## 主題歌
- 第1シリーズ：「ありがとう」石坂智子
  - 挿入歌：「哀愁でいと」田原俊彦
- 第2シリーズ：「青春ひとりじめ」田原俊彦
- 第3シリーズ：「もどかしさもSOMETIME」斉藤康彦
  - 挿入歌：「飛びかかれ、時間に」大村波彦（作詞：菊地真美、作曲：清水靖晃）

## 放送リスト

### 第1シリーズ
| 話数 | 放送日        | サブタイトル           | 脚本       | 監督       |
| ---- | ------------- | ---------------------- | ---------- | ---------- |
| 1    | 1980年5月26日 | なぜか、それが愛!?     | 長野洋     | 土屋統吾郎 |
| 2    | 6月2日        | たとえば、それが出発   | 長野洋     | 土屋統吾郎 |
| 3    | 6月9日        | だけど、それが友情     | 長野洋     | 日高武治   |
| 4    | 6月16日       | もしか、それが初恋     | 田波靖男   | 日高武治   |
| 5    | 6月30日       | きっと、これが青春     | 和久田正明 | 萩原鐵太郎 |
| 6    | 7月7日        | たぶん、そこに真実     | 今井詔二   | 土屋統吾郎 |
| 7    | 7月21日       | けれども、そこに勇気   | 上條逸雄   | 土屋統吾郎 |
| 8    | 7月28日       | だけど、みんな仲間     | 和久田正明 | 日高武治   |
| 9    | 8月4日        | きっと、これが挑戦     | 今井詔二   | 木下亮     |
| 10   | 8月11日       | もしか、それが危機!?   | 長野洋     | 木下亮     |
| 11   | 8月18日       | やっぱり、それが男     | 田波靖男   | 土屋統吾郎 |
| 12   | 8月25日       | だけど、それは美容整形 | 渡邊由自   | 土屋統吾郎 |
| 13   | 9月8日        | きっと、そこにぼくの道 | 田波靖男   | 日高武治   |
| 14   | 9月15日       | たしかに、それが誓い   | 長野洋     | 日高武治   |

### 第2シリーズ
| 話数 | 放送日        | サブタイトル             | 脚本       | 監督       |
| ---- | ------------- | ------------------------ | ---------- | ---------- |
| 15   | 1980年9月22日 | そして、ここに明日が     | 今井詔二   | 日高武治   |
| 16   | 9月29日       | 知りたいんだ、君の心が!  | 長野洋     | 土屋統吾郎 |
| 17   | 10月6日       | わかるんだ、君の傷みが   | 和久田正明 | 土屋統吾郎 |
| 18   | 10月13日      | 走るんだ、君の道を       | 田波靖男   | 日高武治   |
| 19   | 10月20日      | すてきだぜ、君の涙が     | 上條逸雄   | 日高武治   |
| 20   | 10月27日      | 賭けるんだ、君の青春を   | 渡邊由自   | 土屋統吾郎 |
| 21   | 11月3日       | 欲しいんだ、君の唇が     | 安斉あゆ子 | 土屋統吾郎 |
| 22   | 11月10日      | 燃えるんだ、君の青春に   | 今井詔二   | 日高武治   |
| 23   | 11月17日      | 見たいんだ、君の笑顔が   | 田波靖男   | 日高武治   |
| 24   | 11月24日      | 撮りあげろ、君の愛の詩   | 上條逸雄   | 土屋統吾郎 |
| 25   | 12月1日       | もらったぜ、君の恋人     | 渡邊由自   | 土屋統吾郎 |
| 26   | 12月8日       | 気になるぜ、君の進学面談 | 今井詔二   | 萩原鐵太郎 |
| 27   | 12月15日      | 許せないんだ、君の裏切り | 渡邊由自   | 萩原鐵太郎 |
| 28   | 12月22日      | 祈るんだ、君の愛の伝説に | 今井詔二   | 土屋統吾郎 |

### 第3シリーズ
| 話数 | 放送日       | サブタイトル            | 脚本       | 監督       |
| ---- | ------------ | ----------------------- | ---------- | ---------- |
| 29   | 1981年1月5日 | 組もう!熱いスクラム     | 長野洋     | 土屋統吾郎 |
| 30   | 1月12日      | 危機!一年対二年         | 長野洋     | 土屋統吾郎 |
| 31   | 1月19日      | 発見!男子寮に女の子     | 鴨井達比古 | 日高武治   |
| 32   | 1月26日      | スキ!獅子座でO型の彼    | 播磨幸児   | 土屋統吾郎 |
| 33   | 2月2日       | 君に贈る!愛のシグナル   | 今井詔二   | 土屋統吾郎 |
| 34   | 2月9日       | バレンタイン!恋の季節   | 石川孝人   | 日高武治   |
| 35   | 2月16日      | 涙、涙!デートはおあずけ | 柏原寛司   | 日高武治   |
| 36   | 2月23日      | 放送室から!?ラブコール  | 今井詔二   | 萩原鐵太郎 |
| 37   | 3月2日       | 返して!私のひみつ日記   | 鴨井達比古 | 萩原鐵太郎 |
| 38   | 3月9日       | 突っぱれ!子供じゃない   | 石川孝人   | 河崎義祐   |
| 39   | 3月16日      | SOS!先生助けて…         | 播磨幸児   | 河崎義祐   |
| 40   | 3月23日      | さようなら!ドンガメ先生 | 長野洋     | 日高武治   |

## スペシャル
1984年6月4日に放送。同じ隼学園を舞台にしているが、前作とは逆に、少年隊扮する陸上部所属学生が主役。

### あらすじ
隼学園陸上部は合宿のため伊豆の城ヶ崎海岸にやって来た。ライバル校の海陽高校陸上部も同じ場所で合宿をしていた。朝のトレーニングで両校が海岸で鉢合わせ。しかしそこで、俊平に思いを寄せている房子が海陽の部員たちにからかわれ馬鹿にされる。それを見て怒った俊平たちは海陽高にマラソンで勝負を申し込む。しかし透だけはそれに乗り気でなかった。実は透は、海陽陸上部マネージャーの真理子に思いを寄せていたのだった。

### キャスト
- 島田俊平：錦織一清（少年隊）
- 野口研二：植草克秀（少年隊）
- 岡崎透：東山紀之（少年隊）
- 隅井美沙子（先生）：大場久美子
- 森下大作（先生）：赤塚真人
- ひとみ（マネージャー）：森尾由美
- 山田房子：川田あつ子
- 中谷真理子：河合美佐
- 河本一八：宇治正高
- 神山：柳沢超
- 上田浩太郎：木暮毅
- かおる：鈴木美司子
- ちあき：北原ちあき
- 秋代：荒井恵美子
- ラグビー部員：斉藤雅史
- 海陽陸上部員たち：
  - 川野浩司
  - 石原真樹
  - 小島忠
- 不良：
  - 星野浩司
  - 谷部勝彦
  - 佐藤昭則
- 作業員：神崎智孝
- 女子大生たち：
  - 樋口しげり
  - 沢田恵美子
  - 加藤憲子
  - 渡辺良子
  - 倉持光枝
  - 荒木則子
  - 山中ナナ
  - 七瀬けい子
  - 田代葉子
- バレー部員たち：
  - 前村絵理子
  - 京橋まり子
  - 相原ユミ
  - 中村京子
  - 筒美愛
- 海女：
  - 矢沢裕紀
  - 鈴木美智子
  - 船場牡丹
- 店員：永妻晃
- 警官：サンダー杉山
- その他のエキストラ：東京新社、劇団東俳、東京宝映、劇団ひまわり、劇団若草、ジャパンアクションクラブ、早川プロ

### スタッフ
- 企画：重村一・清水賢治（共にフジテレビ）
- プロデュース：広岡常男・森田要（共に東宝）
- 脚本：今井詔二
- 監督：土屋統吾郎
- 音楽：中村哲
- 技術協力：東通
- スタジオ：目黒スタジオ
- 協力：ジャニーズ事務所
- 制作：フジテレビ、東宝

### 主題歌
- 「春風にイイネ」少年隊